# Paisley Museum

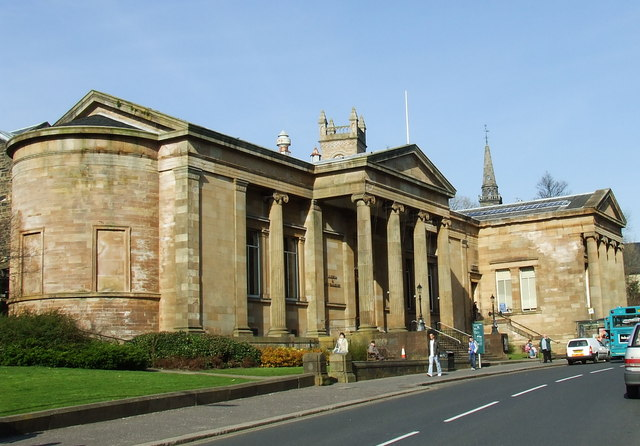
Paisley Museum

Das Paisley Museum ist ein Museum in der schottischen Stadt Paisley in der Council Area Renfrewshire. Des Weiteren ist eine Bibliothek in dem Gebäude untergebracht. 1971 wurde das Bauwerk in die schottischen Denkmallisten zunächst in der Kategorie B aufgenommen. Die Hochstufung in die höchste Kategorie A erfolgte 1996.

## Geschichte
Bereits seit 1808 sammelte die Paisley Philosophical Society potentielle Exponate für ein Museum. Der Textilindustrielle Peter Coats stiftete in den 1860er Jahren die zum Bau eines Museums benötigten Gelder. Der nach einem Entwurf des Architekten John Honeyman im Jahre 1868 begonnene Bau wurde schließlich 1871 abgeschlossen. Damit ist das Paisley Museum das älteste kommunale Museum in Schottland. 1882 wurde eine Kunstausstellung nach Plänen von Honeyman hinzugefügt, für welche abermals Coats aufkam. In den Jahren 1901, 1933 und schließlich 1974 wurden weitere Gebäudeteile hinzugefügt.

## Ausstellung
Die Geschichte der Stadt Paisley ist eng mit der Textilindustrie verknüpft. Teile der Ausstellung befassen sich mit der lokalen Industriegeschichte und werden durch eine umfassende Textilkollektion ergänzt. Darunter befindet sich auch die weltweit größte Ausstellung von Tüchern mit Paisleymuster. Der kulturhistorische Teil beginnt mit altägyptischen Exponaten und reicht bis zu der lokalen und gesamtschottischen Geschichte. Auch eine Gemäldeausstellung ist vorhanden. Mit dem Coats Observatory gehört auch eine Sternwarte zu dem Museum. Die aus den 1880er Jahren stammende Einrichtung ist die älteste und eine von nur vier Volkssternwarten in Schottland.